# Osteoglossidae
Arawana, Arowana, Aruana
Famille
Les Osteoglossidae sont une famille de poissons d'eau douce de l'ordre des Osteoglossiformes et dont les espèces sont communément appelées Arowana, Aruana ou Arawana. L'Arapaima, l'un des plus grands poissons osseux d'eau douce, fait partie de cette famille.

## Description
Ces espèces de poissons présentent les caractéristiques suivantes :
- une tête osseuse et un corps allongé ;
- de grandes et lourdes écailles, avec une structure en mosaïque ;
- une nageoire dorsale et une nageoire anale longues et avec des rayons mous ;
- des nageoires pectorales et ventrales petites ;
- des dents provenant de l'os sur la partie inférieure de la cavité buccale ;
- une langue équipée de dents empêchant la morsure des dents sur la partie supérieure de la cavité buccale ;
- la possibilité pour ces espèces d'absorber l'oxygène de l'air à l'aide de leur vessie natatoire, qui est bordée de capillaires, comme les tissus pulmonaires.

## Liste des genres
- sous-famille Heterotidinae
  - genre Arapaima Müller, 1843
  - genre Heterotis Rüppell, 1828
- sous-famille Osteoglossinae
  - genre Osteoglossum Cuvier, 1829
  - genre Scleropages Günther, 1864